# BMW R 12
BMW R 12 – produkowany od 1935 do 1942 dwucylindrowy (bokser) motocykl firmy BMW. Jego sportową wersją był typ R 17. Głównym odbiorcą tego motocykla była niemiecka armia, która wybierała głównie wersję jednogaźnikową. Miała ona co prawda 2 KM mniej, ale nie wymagała synchronizacji gaźników. Wyprodukowano około 36000 egzemplarzy w cenie 1630 Reichsmarek co czyni z tego modelu najpopularniejszy model BMW przed II wojną światową.

## Konstrukcja

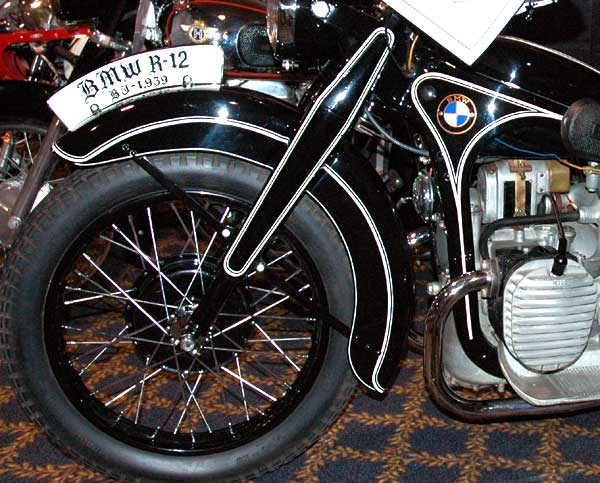
Przednie zawieszenie z widelcem teleskopowym

Dwucylindrowy dolnozaworowy silnik w układzie bokser o mocy 18(20) KM wbudowany wzdłużnie zasilany 1 gaźnikiem Sum CK o średnicy gardzieli 25mm lub 2 gaźniki Amal 6/406/407.  Suche sprzęgło dwutarczowe połączone z 4-biegową, ręcznie sterowaną skrzynią biegów. Napęd koła tylnego wałem Kardana. Rama z tłoczonych profili stalowych ze sztywnym zawieszeniem tylnego koła. Z przodu i tyłu zastosowano hamulce bębnowe o średnicy 200mm.  Prędkość maksymalna 110 km/h (120 km/h w wersji dwugaźnikowej).
Jako pierwszy motocykl na świecie R12 (wraz z bliźniaczym modelem R 17) wyposażony był przedni widelec teleskopowy z tłumieniem olejowym.